# Batalla de la Vuelta de Obligado
La batalla de la Vuelta de Obligado se produjo el 20 de noviembre de 1845, en aguas del río Paraná, sobre su margen derecha y en el norte de la Provincia de Buenos Aires (Argentina), en un recodo donde el cauce se angosta y gira, conocido como Vuelta de Obligado, en lo que hoy es la localidad de Obligado (Partido de San Pedro).
Enfrentó a la Provincia de Buenos Aires, liderada por el brigadier Juan Manuel de Rosas —quien nombró comandante de las fuerzas porteñas al general Lucio Norberto Mansilla—, y a la escuadra anglo-francesa, cuya intervención se realizó bajo el pretexto de lograr la pacificación ante los problemas existentes entre Buenos Aires y Montevideo. Los europeos pretendían establecer relaciones comerciales directas entre Gran Bretaña y Francia con las provincias de Santa Fe, Entre Ríos y Corrientes, sin pasar por Buenos Aires ni reconocer la autoridad de Rosas como encargado de las relaciones exteriores de la Confederación Argentina.

## Contexto previo

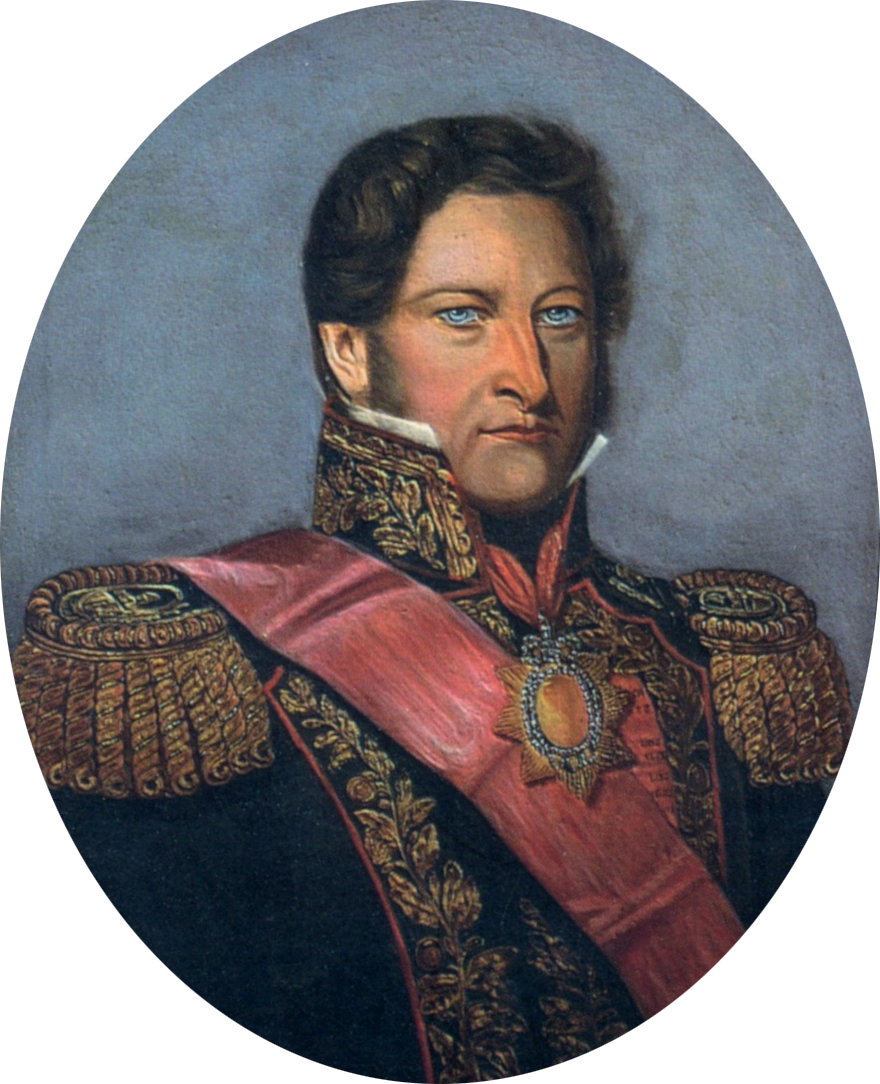
El gobernador de Buenos Aires, Juan Manuel de Rosas.

En 1845, el general Juan Manuel de Rosas gobernaba por segunda vez la provincia de Buenos Aires, mientras que Uruguay se encontraba en medio de una guerra civil entre los caudillos Manuel Oribe y Fructuoso Rivera. Oribe acudió a Rosas, buscando apoyo para recuperar el gobierno que había perdido ante Rivera quien era ayudado por Brasil; a lo demandado por el nacional Oribe, Rosas accedió con aporte de tropas y armamento. Con esta ayuda, Oribe invadió el Uruguay y sitió la ciudad de Montevideo.
La intervención de fuerzas extranjeras exaltó los ánimos, y motivó que el Reino Unido y Francia intervinieran en el conflicto, apoyando al autodenominado «Gobierno de la Defensa» protegido por Brasil, el Reino Unido y Francia, autoconvocándose como mediadores en el conflicto. Rosas fue intimado a retirar sus tropas, pero rechazó la intimación. Inmediatamente, la escuadra porteña que bloqueaba Montevideo fue capturada por la flota combinada.
Con el desarrollo de la navegación a vapor ―desarrollo efectuado principalmente en el Reino Unido, Francia y Estados Unidos― ocurrido en la tercera década del siglo XIX, grandes navíos mercantes y militares podían remontar en tiempos relativamente breves los ríos en contra de la corriente, y con una buena relación de carga útil.
Este avance tecnológico acicateó a los gobiernos británico y francés que, desde entonces, siendo las superpotencias de esa época, pretendían lograr garantías que permitieran el comercio y el libre tránsito de sus naves por el estuario del Río de la Plata y todos los ríos interiores pertenecientes a la cuenca del mismo.
En el año 1811, poco después de la Revolución de mayo de 1810 en que el Virreinato de Río de la Plata comenzó su proceso de independencia de España, Hipólito Vieytes recorrió la costa del río Paraná buscando un sitio ideal en donde poder montar una defensa contra un hipotético ataque de naves españolas. Para este propósito consideró al recodo de la Vuelta de Obligado como el sitio ideal, por sus altas barrancas y la curva pronunciada que obligaba a las naves a recostarse para pasar por allí. Rosas estaba al tanto de sus anotaciones, y es por ello que decidió preparar las defensas en dicho sitio.
En su nota sobre este combate, al explicar el interés que movía a Rosas, opina el historiador Felipe Pigna:

[Rosas] Compartía con los terratenientes bonaerenses la seguridad de que el Estado no podía entregarse a ninguna potencia extranjera. No había tanto en Rosas y sus socios políticos y económicos una actitud fanática que se transformara en xenofobia ni mucho menos, sino una política nacionalista pragmática que entendía como deseable que los ingleses manejasen nuestro comercio exterior, pero que no admitía que se apropiaran de un solo palmo de territorio nacional que les diera ulteriores derechos a copar el Estado, fuente de todos los negocios y privilegios de nuestra burguesía terrateniente.

## Preparativos
El 13 de agosto de 1845 se le dieron instrucciones a Lucio Norberto Mansilla (padre del escritor argentino Lucio V. Mansilla) para construir baterías costeras artilladas. Mansilla solicitó al juez de paz  sampedrino Benito Urraco que le informase sobre el armamento existente y la población de entre 15 y 70 años, y que pusiera en estado de asamblea a la milicia activa. El día 22 de agosto pedía el envío de 30 tirantes de madera para la construcción de las baterías, y el 12 de noviembre envió a San Pedro al sargento mayor Julián Bendim, al mando de «ciento setenta y tantos» soldados de caballería e infantería, para proteger a la ciudad de un posible desembarco anglo-francés.

## Hechos

### Fuerzas anglo-francesas y argentinas

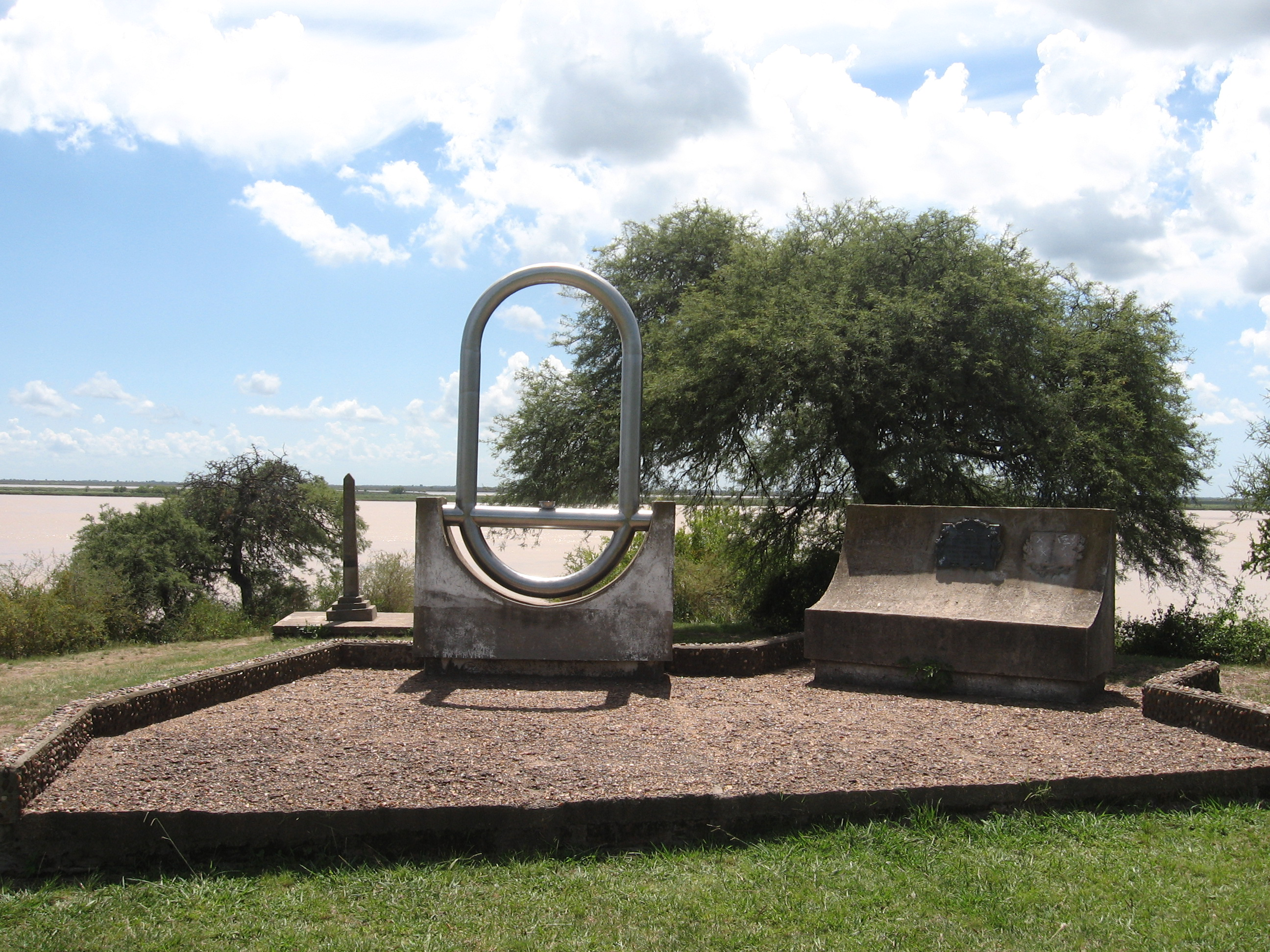
Monumento a los héroes de la batalla de Vuelta de Obligado, inaugurado en el marco de los Festejos por el Bicentenario Argentino.

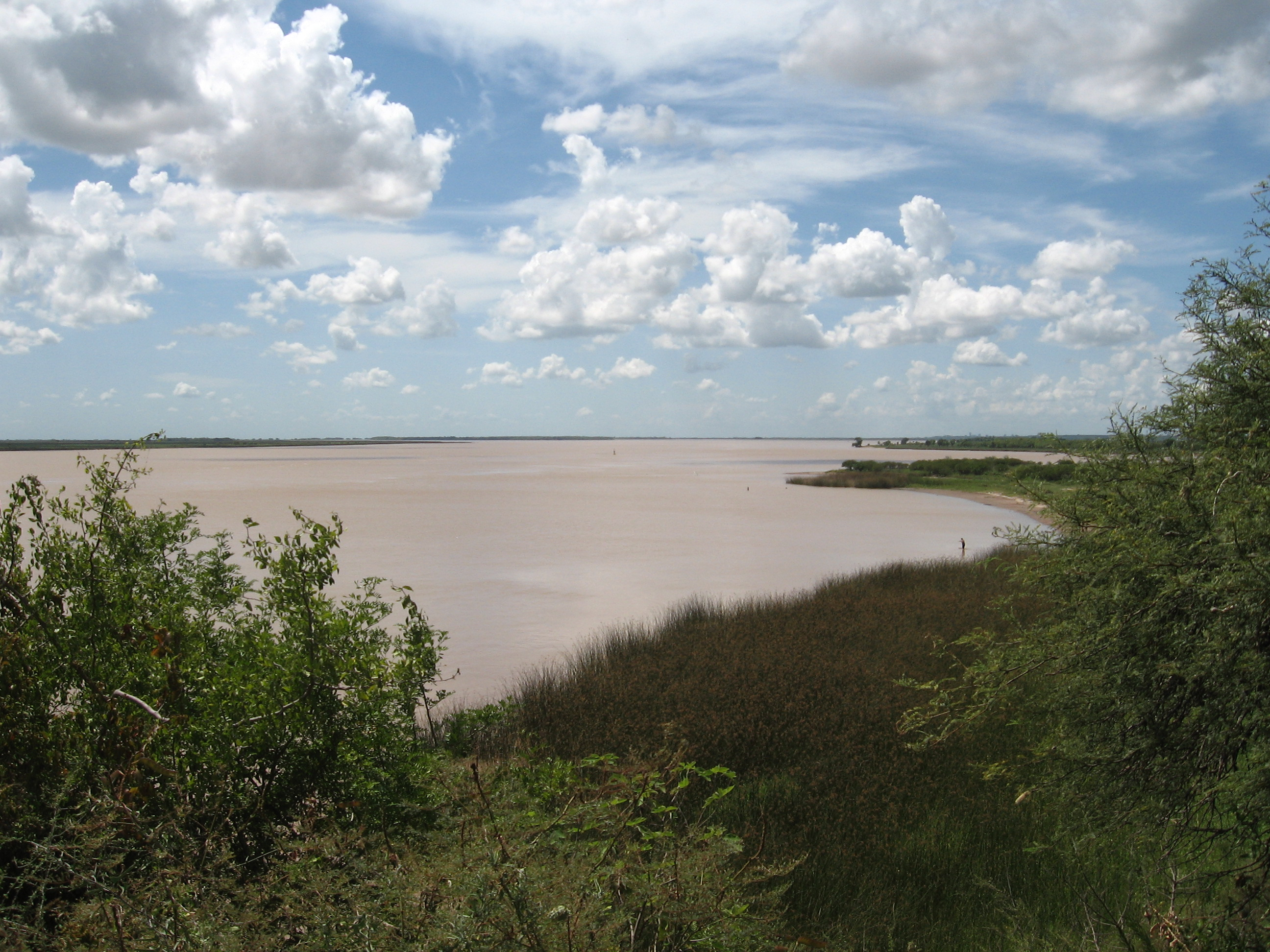
Sitio del río Paraná en donde tuvo lugar el encuentro.

En el marco de la Guerra Grande (1839-1851), una flota anglo-francesa –integrada por 22 barcos de guerra y 92 buques mercantes– fue interceptada por tropas argentinas, al mando del general Lucio Norberto Mansilla. Los europeos disponían de 418 cañones y 880 soldados, contra seis barcos mercantes y 60 cañones de escaso calibre que les opuso Rosas.
Once buques de combate de la escuadra anglo-francesa navegaban por el río Paraná desde los primeros días de noviembre; estos navíos poseían la tecnología más avanzada en maquinaria militar de la época, impulsados tanto a vela como con motores a vapor. Una parte de ellos estaban parcialmente blindados, y todos dotados de grandes piezas de artillería forjadas en hierro, y de rápida recarga como los cañones de 24 libras y de cañones de 36 libras, granadas de acción retardada, shrapnels (los primeros obuses de fragmentación antipersona) y cohetes Congreve.
La principal fortificación argentina se encontraba en la Vuelta de Obligado, donde el río tiene 700 metros de ancho, y un recodo pronunciado dificultaba la navegación a vela.
El general Mansilla hizo tender tres gruesas cadenas de costa a costa, sobre 24 lanchones. La operación estuvo a cargo, principalmente, de un italiano inmigrado a la Argentina, de apellido Alberti.
En la ribera derecha del río montó cuatro baterías artilladas con 30 cañones, muchos de ellos de bronce, con calibres de 8, 10 y 12, siendo el mayor de 20, los que eran servidos por una dotación de 160 artilleros. La primera batería, denominada Restaurador Rosas, estaba al mando de Álvaro José de Alzogaray; la segunda, General Brown, al mando del teniente de marina Eduardo Brown, hijo del almirante; la tercera era la General Mansilla, comandada por el teniente de artillería Felipe Palacios; y la cuarta, de reserva y aguas arriba de las cadenas, se denominó Manuelita y estuvo al mando del teniente coronel Juan Bautista Thorne.

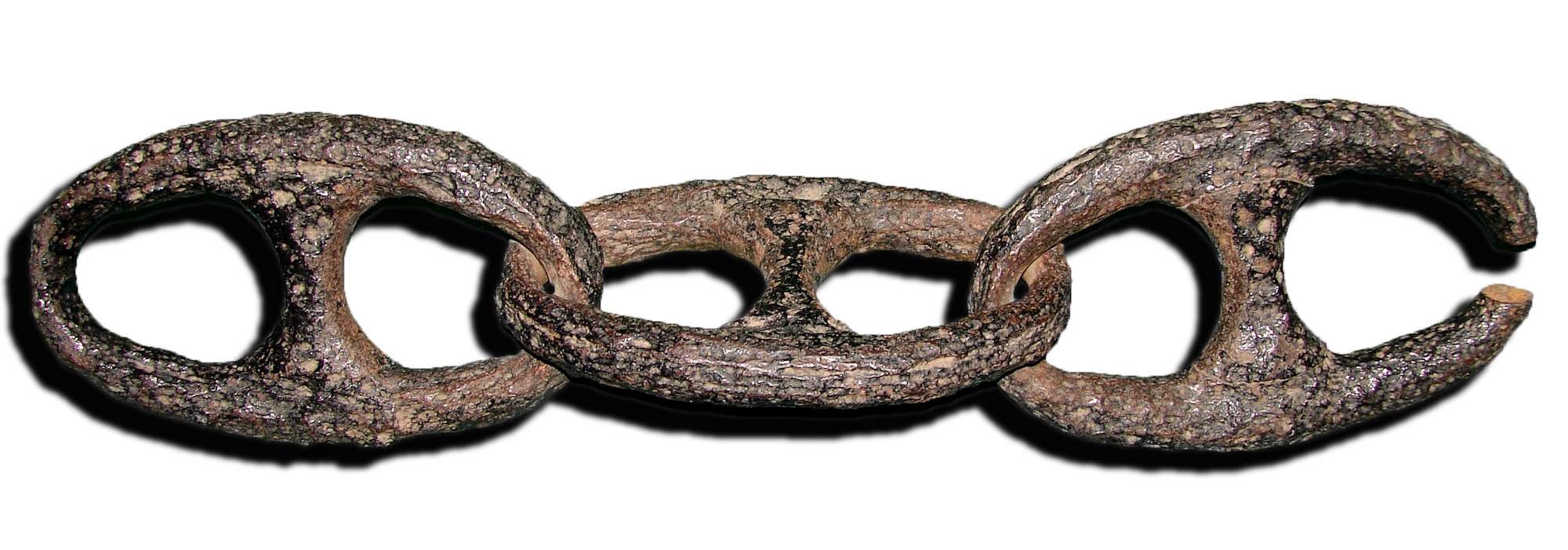
Fragmento de las cadenas utilizadas en la batalla, exhibidas en el Museo del Bicentenario.

Además, en las trincheras había 2000 hombres, la mayor parte gauchos asignados a la caballería, al mando del coronel Ramón Rodríguez, jefe del Regimiento de Patricios. También participaron tropas del 2.º batallón de Patricios. En el río estaba estacionado un bergantín, el Republicano, que ―al mando de Tomás Craig (irlandés nacionalizado argentino)― tenía como misión cuidar las cadenas que cruzaban el río. Este buque fue volado por su tripulación durante el combate, cuando su captura por el enemigo era inminente. El Republicano estaba acompañado por los cañoneros Restaurador y Lagos, que consiguieron escapar indemnes hacia el Paso de El Tonelero tras la batalla.
En las filas argentinas revistaban voluntariamente algunos soldados nacidos en las islas británicas; alegaban no estar cometiendo traición alguna, ya que el Reino Unido de Gran Bretaña e Irlanda no había declarado formalmente la guerra a la Confederación Argentina.

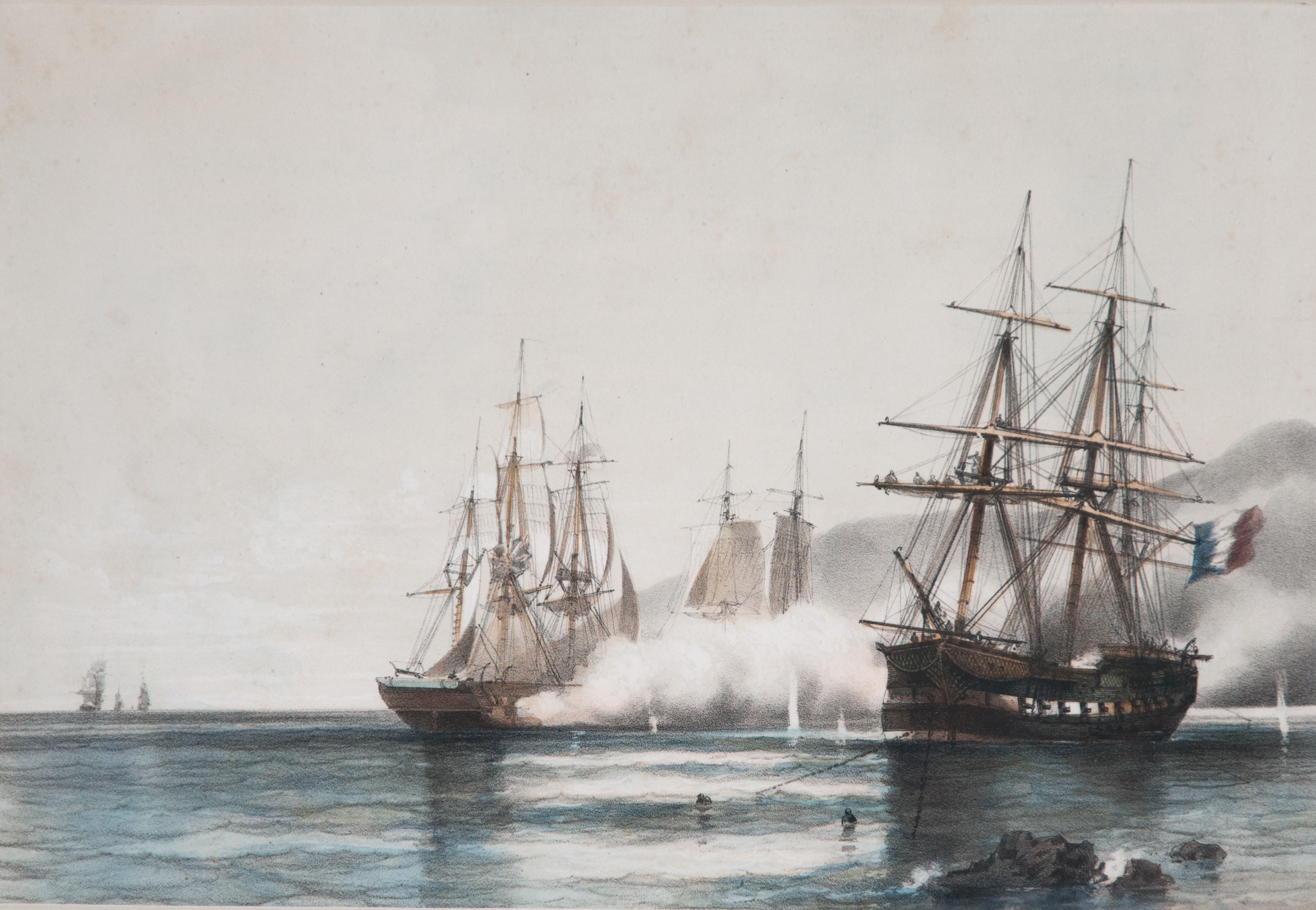
Combate de la Vuelta de Obligado.

Aprovechando el relieve de la costa del río Paraná en ese lugar, Mansilla dispuso a gran parte de su tropa en la especie de playa baja ubicada antes de las barrancas que en ese punto tienen casi 20 metros de altura; considerando acertadamente que los invasores anglo-franceses atacarían con su artillería primeramente a las baterías argentinas ubicadas en lo alto de tales barrancas, de este modo las tropas argentinas ubicadas en la parte baja podían hostigar la aproximación a las costas de los navíos y hacer frente con mayor eficacia a los desembarcos invasores.

### La batalla
El combate se inició al amanecer del día 20 de noviembre, primeramente con una escaramuza unos pocos kilómetros aguas abajo del río Paraná, cuando tres lanchones argentinos que patrullaban el río fueron atacados por la artillería de la flota anglo-francesa. A las 08:00 de la mañana el vapor inglés al mando de Charles Hotham comenzó a cañonear las posiciones argentinas, sin mucho efecto. A las 10:30, sin embargo, la flota invasora reunida, con su diluvio de proyectiles, comenzó a tener eficacia con un intenso cañoneo y fuertes descargas de cohetes Congreve sobre las baterías argentinas. Estas respondieron de inmediato, pero estaban en inferioridad de condiciones, ya que contaban con cañones de mucho menor alcance, mucho menor precisión y notable lentitud de recarga, en comparación con las piezas que poseían los invasores.
Las tropas defensoras los recibieron con un «¡Viva la Patria!» y los sones del Himno Nacional. Al encontrarse la nave capitana francesa de frente a las baterías defensoras, estas abren fuego matando en el acto a 28 hombres de dicho buque y dañando seriamente su arboladura (se contabilizaron 11 disparos solo en el palo mayor). Independientemente del gran ímpetu de las fuerzas defensoras, el intercambio de disparos causó desde un primer momento múltiples bajas en el bando argentino.

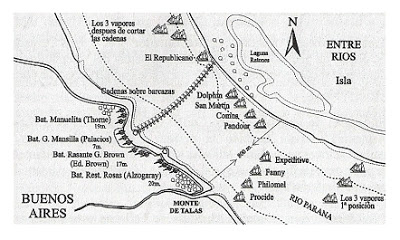
Plano de la batalla.

Sin perjuicio de la desigualdad de fuerzas, las baterías argentinas logran dejar fuera de combate a los bergantines Dolphin y Pandour, obligando a retroceder al Comus, silenciando el poderoso «cañón de a 80» del Fulton y cortando el ancla de la nave capitana (la cual dejó de batallar y se alejó a la deriva, aguas abajo). Era tal el furor con que ambas fuerzas se batían, que en un momento dado Mansilla (sin perder su acostumbrada serenidad) le preguntó a su amigo italiano: «Che, Alberti, ¿qué es eso que echan al agua, de aquel barco?», a lo cual el italiano (luego de mirar a través de su catalejo) contestó: «¡Son corpos [‘cuerpos’], usía!».
Luego de más de dos horas de combate, las fuerzas defensoras habían agotado gran parte de sus municiones, por lo que su capacidad de respuesta disminuyó considerablemente. Ante el vuelco de las circunstancias, el comandante Sullivan ordenó el desembarco de dos batallones que avanzaron contra la batería sur. El general Mansilla ordenó la carga a bayoneta. Mientras encabezaba la carga, fue herido de gravedad en el pecho por una salva de metralla. El coronel Juan Bautista Thorne lo reemplaza en el comando de la artillería, mientras que Rodríguez asumió el mando autónomo de sus fuerzas de caballería. Thorne perdió casi por completo la audición por una explosión de granada muy cercana.

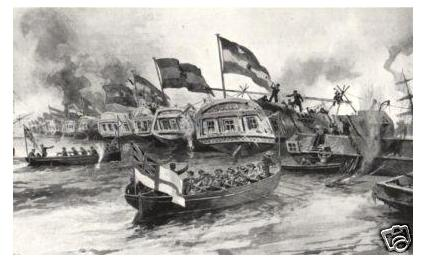
Corte de las cadenas por parte del Firebrand.

Con la considerable disminución en los disparos de la escuadra defensora, los atacantes vuelven sobre las cadenas, encabezados por el buque Firebrand y, a martillazos sobre un yunque, logran cortarlas. Tras varias horas de combate, fuerzas de infantería ―principalmente francesas― desembarcaron en la costa, atacando la batería argentina, que perdió 21 cañones en poder del enemigo. Al no poder transportarlos, los invasores los inutilizaron. Pero cuando pretendieron sostener su posición, las fuerzas desembarcadas fueron atacadas por la caballería del coronel Ramón Rodríguez, que las obligó a reembarcarse en forma temporal, cediendo ante un segundo ataque ―esta vez de marinos franceses e infantes de marina británicos― que fue más eficaz.
Aprovechando la defensa que los argentinos debían hacer de sus piezas de artillería durante el desembarco, las fuerzas atacantes incendiaron los lanchones que sostenían las cadenas. También se perdió el buque Republicano, que fue volado por su propio comandante ante la imposibilidad de defenderlo. Las fuerzas defensoras tuvieron 250 muertos y 400 heridos. Los agresores, por su parte, tuvieron 26 muertos y 86 heridos y sufrieron grandes averías en sus naves que obligaron a la escuadra a permanecer casi inmóvil en distintos puntos del Delta del Paraná, para reparaciones de urgencia.
Finalmente, los anglo-franceses consiguieron forzar el paso y continuar hacia el norte, atribuyéndose la victoria. Dijo el almirante británico:

Siento vivamente que este bizarro hecho de armas se haya logrado a costa de tal pérdida de vidas, pero considerada la fuerte oposición del enemigo y la obstinación con que fue defendida, debemos agradecer a la Divina Providencia que aquella no haya sido mayor.
Samuel Inglefield

Por su parte, el médico de las fuerzas argentinas manifestó:

Hoy he visto lo que es un valiente. Empezó el fuego a las 9 y media y duró hasta las 5 y media de la tarde en las baterías, y continúa ahora entre el monte de Obligado el fuego de fusil (son las 11 de la noche). Mi tío ha permanecido entre los merlones de las baterías y entre las lluvias de balas y la metralla de 120 cañones enemigos.
Desmontada ya nuestra artillería, apagados completamente sus fuegos, el enemigo hizo señas de desembarcar; entonces mi tío se puso personalmente al frente de la infantería y marchaba a impedir el desembarco, cuando cayó herido por el golpe de metralla; sin embargo se disputó el terreno con honor, y se salvó toda la artillería volante.
Nuestra pérdida puede aproximarse a trescientos valientes entre muertos, heridos y contusos; la del enemigo puede decirse que es doblemente mayor; han echado al agua montones de cadáveres (...).
Esta es una batalla muy gloriosa para nuestro país. Nos hemos defendido con bizarría y heroicidad.
Dr. Sabino O’Donnell

El parte médico elevado al brigadier Rosas sobre el estado de salud del general Mansilla luego de la batalla fue el siguiente:

El doctor Don Sabino O’Donnell, que había asistido al Sr. General desde los primeros momentos, nos hizo la historia de los accidentes que había sufrido y los medios que había empleado para evitar perniciosas consecuencias. El Sr. General Mansilla recibió en la tarde del 20 un golpe de metralla (la que hemos visto y pesa más de una libra) en el lado izquierdo del estómago, sobre las distintas costillas, y según hemos reconocido, ha sido fracturada una de estas. Cayó sin sentido, sufrió por muchas horas desmayos, vómitos, y otros molestos accidentes que fueron calmando gradualmente; se le ha aplicado un vendaje apropiado para remediar la fractura de la costilla, y se emplean los medios que aconseja el arte.

Es de destacar que, poco tiempo después, el propio Mansilla comandó las fuerzas de la Confederación en los ataques realizados río arriba a la misma flota anglo-francesa en los combates de San Lorenzo y de Toneleros.

### La campaña naval después de Obligado

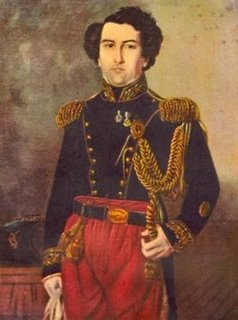
Óleo del general Lucio Norberto Mansilla (1792-1871), comandante de las fuerzas argentinas.

Contra lo que las fuerzas anglo-francesas esperaban, no lograron concitar la simpatía de la población ribereña, especialmente en las provincias de Santa Fe (que fue defendida por tropas al mando de Pascual Echagüe) y Entre Ríos. En las orillas de ambas provincias, la flota invasora fue atacada repetidamente, tanto de ida como de regreso, en los combates de Paso de El Tonelero (batalla acaecida en territorio del partido de Ramallo, al norte de la provincia de Buenos Aires, unos 30 km al sur de San Nicolás de los Arroyos), y San Lorenzo y la batalla de Angostura del Quebracho.
En este último combate, en particular, la flota invasora perdió 6 mercantes (2 incendiados por la artillería y cuatro incendiados por sus tripulaciones al encallar) y 2 de sus buques de guerra sufrieron averías de importancia. Los argentinos, por su parte, solo un muerto y dos heridos. La población civil, al parecer, apoyó firmemente la acción militar de las fuerzas de Lucio Norberto Mansilla y del coronel Martín de Santa Coloma.
En cambio, la flota anglo-francesa logró algunos resultados comerciales en la provincia de Corrientes, que desde hacía varios años permanecía rebelde a la autoridad nacional del general Rosas. Varios de los buques atracaron en los puertos de Goya y Corrientes y en algunos intermedios. Algunas naves continuaron su camino hasta Paraguay, país que también resultaba afectado por el conflicto. No obstante, el resultado comercial de la campaña fue muy escaso, debido a la pobreza y falta de efectivo en Corrientes y Paraguay. La mayor parte de las mercaderías que portaban quedaron sin colocar. Su costo financiero, después de los daños infligidos por las fuerzas argentinas, se elevó enormemente. Por lo tanto, si bien lograron algunos resultados políticos, los beneficios económicos esperados se trocaron en un fuerte quebranto.
Tras varios meses de haber partido, las fuerzas y naves agresoras debieron regresar a Montevideo «diezmados por el hambre, el fuego, el escorbuto y el desaliento», al decir del historiador argentino José Luis Muñoz Azpirí.

## Algunos protagonistas
En la batalla de la Vuelta de Obligado participaron numerosas mujeres que, como enfermeras, auxiliares de los artilleros o acompañantes de los combatientes, pusieron en riesgo su vida ante las potencias agresoras. Entre las patriotas se destacó un grupo de damas de San Nicolás y San Pedro que abastecieron con proyectiles a los combatientes y que auxiliaron a los heridos. Josefa Ruiz Moreno, Rudecinda Porcel, María Ruiz Moreno, Carolina Suárez, Francisca Nabarro y Faustina Pereira respondían a Petrona Simonino, según el parte de guerra, heroicas mujeres que el relato histórico no supo reconocer con justicia.
Hija de padre francés y madre criolla, Petrona Simounin (llamada Simonino por los nicoleños) nació en San Nicolás, provincia de Buenos Aires, en 1811. En 1832 se casó con Juan Silva, un hacendado de la zona con quien tuvo ocho hijos. Ambos participaron en la batalla de la Vuelta de Obligado: él, como capitán de la milicia norte y ella, auxiliando a los combatientes.
Al inicio de las acciones, el 20 de noviembre de 1845, la valiente nicoleña auxilió a los infantes, artilleros y milicianos en el campo de batalla. Sus tareas consistieron en ofrecerles, en medio de la polvareda y del fuego enemigo, agua fresca, primeros auxilios y la colocación de vendajes. Junto a otras mujeres que también contribuyeron en la contienda, hacían las veces de enfermeras y trasladaban los heridos fuera del alcance de las balas y el cañoneo anglo francés que provenía desde el río Paraná. 
La tarea de Petrona Simonino adquirió gran relevancia dado que 100 cañones de grueso calibre disparaban sin cesar contra las fuerzas federales. En el parte de guerra, confeccionado por el general Mansilla, se la cita de forma especial con la siguiente mención: «Tuvieron que dejar aquel lugar, bajo un fuego abrasador, para alejar las carretas del Parque, con crecido número de heridos y familias, en las cuales se distinguió por su valor varonil la esposa del capitán Silva, doña Petrona Simonino».
Como ya se dijo, no fue la única mujer con protagonismo en esta batalla, tal como dejó consignado Francisco Crespo, el ayudante de Lucio Mansilla, en el parte que envió a Rosas: «También han muerto con heroicidad varias virtuosas mujeres, que se mantuvieron en este sangriento combate al lado de sus esposos, hijos o deudos, socorriendo a sus heridos y ayudando a los combatientes en la defensa del honor argentino».
La intervención de Petrona Simonino en el combate de Obligado no debería pensarse entonces como un caso aislado. En Historia de mujeres en la sociedad argentina, la historiadora Dora Barrancos enumera a las mujeres que se sumaron con convicciones propias a las luchas políticas y militares en este contexto histórico tan complejo. En la propia órbita familiar del rosismo sobresalen los ejemplos de mujeres con poder propio, como Agustina López Osornio de Rosas (madre de Rosas); Encarnación Ezcurra (esposa de Rosas), quien tuvo una participación crucial en la «Revolución de los restauradores” ya que dirimió a favor de Rosas el poder dentro de las filas federales, además de ser una de las referencias más importantes de la Sociedad Popular Restauradora, la asociación que reclutaba adherentes del rosismo y hostigaba a los adversarios políticos. También es el caso de María Josefa Ezcurra (hermana de Encarnación), cuya trayectoria rompió con varios de los moldes esperados para una mujer en su época; y Agustina Rosas (hermana del «Restaurador»), quien era amante de las letras y exhibía un marcado interés por la educación de las mujeres. Más allá de la órbita familiar rosista, Pascuala Beláustegui de Arana fue una federal experta en política y, en las filas unitarias, se destacó, entre otras mujeres, Eulalia Ares Bildazo, con gran protagonismo en la política catamarqueña del período. 
Petrona Simonino murió olvidada en 1887: tenía 76 años. Uno de los primeros registros que evoca su historia se publicó en la revista El Hogar en noviembre de 1935. La nota, firmada por el teniente coronel Evaristo Ramírez Juárez, tiene la enorme virtud de rescatar del olvido la historia de Petrona, recuperando el parte militar que nombra a las mujeres combatientes, aunque lo hace con algunos estereotipos vinculados al modo en que en esa época se concebía el lugar de la mujer.

## Consecuencias
De modo que la victoria anglo-francesa resultó pírrica: tanto la decisión de las fuerzas defensoras, como las complicaciones que imponía ―e impone actualmente― el sinuoso cauce del Paraná a la navegación, hacían excesivamente costoso intentar nuevamente la navegación del mismo en contra de la voluntad del gobierno porteño.
La batalla tuvo gran difusión en toda América. Chile y Brasil, que hasta entonces habían sido hostiles a Rosas, cambiaron sus sentimientos y se volcaron, momentáneamente, a la causa de la Confederación Argentina. Incluso algunos unitarios, enemigos tradicionales de Rosas, se conmovieron y el coronel Martiniano Chilavert se ofreció a formar parte del ejército de la Confederación.
El general José de San Martín (1778-1850) expresó desde su exilio en Francia a su amigo Tomás Guido:

Ya sabía la acción de Obligado; ¡qué inequidad! De todos modos los interventores habrán visto por esta muestra que los argentinos no son empanadas que se comen sin más trabajo que abrir la boca. A un tal proceder no nos queda otro partido que el de no mirar el porvenir y cumplir con el deber de hombres libres sea cual fuere la suerte que nos depare el destino, que en íntima convicción no sería un momento dudosa en nuestro favor si todos los argentinos se persuadiesen del deshonor que recaerá en nuestra patria si las naciones europeas triunfan en esta contienda que en mi opinión es de tanta trascendencia como la de nuestra emancipación de la España.
José de San Martín (1778-1850)

Esta batalla ―pese a ser una derrota táctica― dio como resultado la victoria diplomática de la Confederación Argentina, debido al alto costo que demandó la operación. Implícitamente, la resistencia opuesta por el gobierno argentino, obligó a los invasores a aceptar la soberanía argentina sobre los ríos interiores.
Gran Bretaña, con el Tratado Arana-Southern de 1847, concluyó definitivamente este conflicto y en marzo de ese año ordenó el retiro de su flota. Francia tardó un año más, hasta la firma del Tratado Arana-Lepredour.
Estos tratados reconocían la navegación del río Paraná como una navegación interna de la Confederación Argentina y sujeta solamente a sus leyes y reglamentos, lo mismo que la del río Uruguay en común con el Estado Oriental.

## Recordatorios
Históricamente, los federales y nacionalistas argentinos han considerado el combate de la Vuelta de Obligado como el más importante triunfo en la lucha por consolidar y hacer respetar la soberanía de las nuevas repúblicas, especialmente la República Argentina. En el Metro de París existe una estación que hasta 1947 se llamaba «Obligado». Tras la visita a Francia de Evita Perón fue rebautizada como «Argentine».
La Batalla de la Vuelta de Obligado ha sido recordada en los billetes de 20 pesos argentinos, que en una cara lleva el retrato de Juan Manuel de Rosas y en su reverso una imagen de la Batalla de la Vuelta de Obligado. Los pocos emblemas de los estados de la Confederación Argentina que fueron tomados por los franceses fueron reintegrados a la República Argentina por el premier francés Jacques Chirac.
Se sabe que el gaucho Antonio Rivero integró las fuerzas patriotas combatiendo a los invasores y algunos autores sostienen que murió valientemente en acción durante esta batalla. El sitio donde estuvo ubicada la batería argentina es hoy un sitio histórico, con monumentos e inscripciones que recuerdan el hecho. En el cruento Combate de la Vuelta de Obligado, del 20 de noviembre de 1845, el Regimiento de Patricios al mando del coronel Ramón Rodríguez tuvo una actuación tan valerosa que, muchos años más tarde, en 1883, el que fuera jefe en aquella oportunidad de las fuerzas británicas, entregó al consulado argentino en Londres una bandera argentina tomada en el combate contra las tropas argentinas, con una carta en la que, entre otros conceptos laudatorios, expresaba:

Quiero restituir al coronel Rodríguez, si vive, o al Regimiento de Patricios de Buenos Aires, si aún existe, la bandera bajo la cual y en la noble defensa de su Patria, cayeron tantos de los que en aquella época lo componían.
Almirante J. B. Sullivan

Perón asume la presidencia en 1973, nombrando a Manuel de Anchorena embajador en el Reino Unido con instrucciones de negociar la repatriación del cuerpo de Rosas. El Gobierno británico accedió a autorizarla, y el Congreso de la Nación Argentina aprobó una resolución a tal efecto (su cuerpo fue repatriado recién en 1989). El historiador José María Rosa propuso al Congreso de la Nación Argentina sancionar el día nacional en su conmemoración. El 9 de octubre de 1974 fue promulgada la Ley N.º 20.770, que declaró el 20 de noviembre como Día de la Soberanía Nacional, en conmemoración de la Batalla de la Vuelta de Obligado.
En el marco de los festejos del Bicentenario de Argentina, por medio del Decreto 1584/2010 se incorpora esta fecha como feriado nacional.
El 20 de noviembre de 2010, la entonces presidenta Cristina Fernández de Kirchner inauguró en el lugar el Monumento a la Batalla de la Vuelta de Obligado o Monumento de la Soberanía, que consta de una escultura en la cual se simula una gran valla circular de eslabones de cadenas iluminada por una llama votiva. La base de la valla circular está rodeada por una estrella federal, es decir, una estrella roja punzó con ocho puntas. La escultura es obra del pintor y escultor Rogelio Polesello, y se emplaza en la Reserva Natural en la Vuelta de Obligado, administrada por el municipio de San Pedro.